# Старый луг (остановочный пункт)
Ста́рый луг (укр. Стари́й луг) — пассажирский остановочний пункт, Конотопская дирекция, Юго-Западная железная дорога. 
Находится на 57 километре линии Нежин - Бахмач-Пассажирский. Расположен в селе Пески.
Платформа располагается между станциями Черёмушки (3 км) и Бахмач-Киевский (10 км). Построена в 1988 году. Ближайший остановочный пункт — платформа 669 км.
Линия, на которой расположен платформа, открыта 1868 как составная железной дороги Киев-Курск.
Операции, выполняемые на остановочном пункте Старый луг:
| Код | Услуга |
| О   | Посадка и высадка пассажиров на (из) поезда пригородного и местного сообщения. Прием и выдача багажа не производятся. |